# 塞亞克鄉 (雅西縣)
47°17′N 26°40′E / 47.283°N 26.667°E
塞亞克鄉（羅馬尼亞語：Comuna Valea Seacă, Iași），是羅馬尼亞的鄉份，位於該國東北部，由雅西縣負責管轄，面積36平方公里，海拔高度254米，2007年人口6,122，人口密度每平方公里171人。